# Maule (Francja)
Maule – miejscowość i gmina we Francji, w regionie Île-de-France, w departamencie Yvelines.
Według danych na rok 1990 gminę zamieszkiwało 5751 osób, a gęstość zaludnienia wynosiła 332 osób/km² (wśród 1287 gmin regionu Île-de-France Maule plasuje się na 306. miejscu pod względem liczby ludności, natomiast pod względem powierzchni na miejscu 115.).